# ハイアリアパーク競馬場
ハイアリアパーク競馬場（-けいばじょう、Hialeah Park）は、アメリカ合衆国フロリダ州ハイアリアにある競馬場。1925年開設の歴史ある競馬場で、その建物が1979年にアメリカ合衆国国家歴史登録財として登録されている。
かつてはフロリダ地区のサラブレッド競馬において中核をなしていた競馬場のひとつで、フラミンゴステークスなどの重要な競走も開催されていた。2004年に一度廃止されたが、2009年にクォーターホース競馬の競馬場として再開されるようになった。

## 概要
かつてフロリダのサラブレッド競馬場のなかでも中核的な位置にあったもので、ケンタッキーダービーへの前哨戦のひとつであったフラミンゴステークスなどを開催していた。2001年に一度閉鎖されて以来ハイアリアパークではサラブレッド競馬は開催されておらず、現在はクォーターホースの競馬場として新装されている。主に冬場に開催しており、現在は12月初頭から1月末までを開催期間としている。
その施設は1920年建造と歴史があり、後述のレスター・ゲイスラーが設計した建造物はアメリカの文化財として登録されている。
大湿地帯エバーグレーズの端という立地から、しばしば蛇が出る土地でもあり、かつては常に蛇のハンターを雇って捕獲に当たらせていたという。またハリケーンによる被害をしばしば受けており、その都度休場していた。

## 歴史

### 創設から発展期
1920年に投資家ジェームズ・ブライトと航空技師グレン・カーチスらによって計画された競馬場で、ブライトとカーチスが中心となって出資を募り、同年に建物とコースが建造された。開場当初は競馬場ではなく、1922年にアメリカ発となるパリミュチュエル方式採用のグレイハウンド競走競技場として開場している。
その後投資家のジョセフ・スムートの協力を取り付け、1924年にマイアミジョッキークラブを創設し、1925年6月15日にサラブレッド競馬の競馬場として開場した。当時のハイアリアパークには1周1マイルのダートコースとスタンド、クラブハウス、21棟の厩舎があり、さらに競馬以外の娯楽施設としてダンスホールやハイアライフロントン、ジェットコースターなども備えていた。
1926年、競馬場は大規模なハリケーンによって被害を受け、しばらく開催できなくなってしまった。その状況を救ったのがオーナーブリーダーでもあったフィラデルフィアの資産家ジョセフ・アーリー・ワイドナーで、1930年に競馬場を買収し、同じくオーナーブリーダーのエドワード・ライリー・ブラッドリーの協力を取り付けて競馬場の再建に取り組んだ。ワイドナーは再建にあたって建築家のレスター・ゲイスラーを招き、エプソム競馬場やロンシャン競馬場など欧米各地の競馬場を視察させて、その着想を練らせている。
ゲイスラーの設計のもとで作られた新競馬場は、1932年1月14日に開場した。新ハイアリアパークは新しい設備を積極的に導入しており、再開の翌年にはアメリカで初となる芝競走用のコースが作られ、その翌年には同じくアメリカで初となるトータリゼータシステムが、さらに1946年には写真判定用の撮影機材が導入されている。また、ハイアリアパークの名物であるフラミンゴは1934年に導入されたもので、最初にキューバから20羽を輸入し、後の1947年にさらに100羽を導入している。造園にも力を入れ、1万本のヤシなど様々な植物を植えている。これらの景観から競馬のみならず、冬場の観光地としての人気も集めていた。
競馬場としても冬場の東海岸・中部地区における主要競走の開催地として名高く、特にフラミンゴステークスとワイドナーハンデキャップは後にG1として格付けされていた。出走を経験した競走馬の質も高く、特にフラミンゴステークスからは三冠馬サイテーションを始めとしたケンタッキーダービー優勝馬を多く輩出して注目を集めていた。
1954年にガーデンステート競馬場などの運営者であるユージン・モリに750万ドルで買収され、同氏の経営のもとで噴水・展示館・水族館などが建造された。この頃造られたもので特に有名なものが、1965年に建てられたサイテーションの銅像である。その後の1972年に2150万ドルでジョン・ガルブレスに買収され、『The Champ』や『Let It Ride』といった映画の撮影現場としても活用されるようになっていった。
ハイアリアパークは1979年3月2日にアメリカ合衆国国家歴史登録財として登録され、1988年にも別部門で再度登録された。

### 休止と再開
しかしハイアリアパークも次第に経営が傾くようになり、1990年には経営難からフラミンゴステークスなどを休止している。その後もしばらくは持ちこたえたものの、不安定な状況は目玉であった競走の価値下落などを招き、その凋落は止まることはなかった。2001年3月22日の開催をもってハイアリアパーク競馬場は無期限の休止に入り、その時期の競馬開催および一部の競走は同じフロリダ州のコールダー競馬場とガルフストリームパーク競馬場で行われるようになった。
その後の2004年、フロリダ州パリミュチュエル賭博管轄部は2年間以上の開催休止を理由に、ハイアリアパークの営業許可を取り消し、事実上の廃止を決定付けた。競馬場の建造物はその後も厩舎区画（2007年に取り壊し）を除いて残されていたが、2006年頃にはフロリダ・マーリンズが当時検討していた新球場の候補地に挙げられていたが、結局実現しなかった。
ハイアリアパークに変化が訪れたのは2009年3月のことで、同競馬場跡を所有するジョン・ブルネッティは営業許可を取り付け、同年夏より多額の資金を投入して競馬場を再生させる計画に取り掛かった。州政府もスロットマシン設置とクォーターホース競走の許可を同年5月に下し、そして2009年11月28日にクォーターホース用競馬場として3度目の再生を果たした。現在はすでに営業中ながらも計画の半ばであり、場内では今なお建設が進められている。